# Castra praetoria
Castra praetoria — укреплённый лагерь (каструм) преторианцев на Виминале, в Риме, возведённый во время правления императора Тиберия. Таким образом все когорты преторианцев стали находиться в одном лагере.

## История каструма
Согласно Тациту, казармы были построены в 23 году нашей эры Луцием Элием Сеяном, префектом претория, служившим при императоре Тиберии, для объединения нескольких подразделений стражи.
Каструм представлял собой прямоугольник (380 на 440 м) со стенами толщиной 2 м и высотой 4,73 м. Вдоль стены располагались ряды сводчатых комнат, где жили солдаты. С 271 года лагерь стал частью Аврелиановой стены (Порта Преториана) и был разрушен при императоре Константине. До наших дней сохранились развалины северной и восточной части лагеря, а также частично южная сторона.
Этот термин дал название римскому кварталу Кастро-Преторио и одноимённой станции метро.
Castra praetoria была местом убийства императора Гелиогабала и его матери Юлии Соаэмии преторианской гвардией в 222 году нашей эры.